# Manifest sobre els greuges a l'esport català

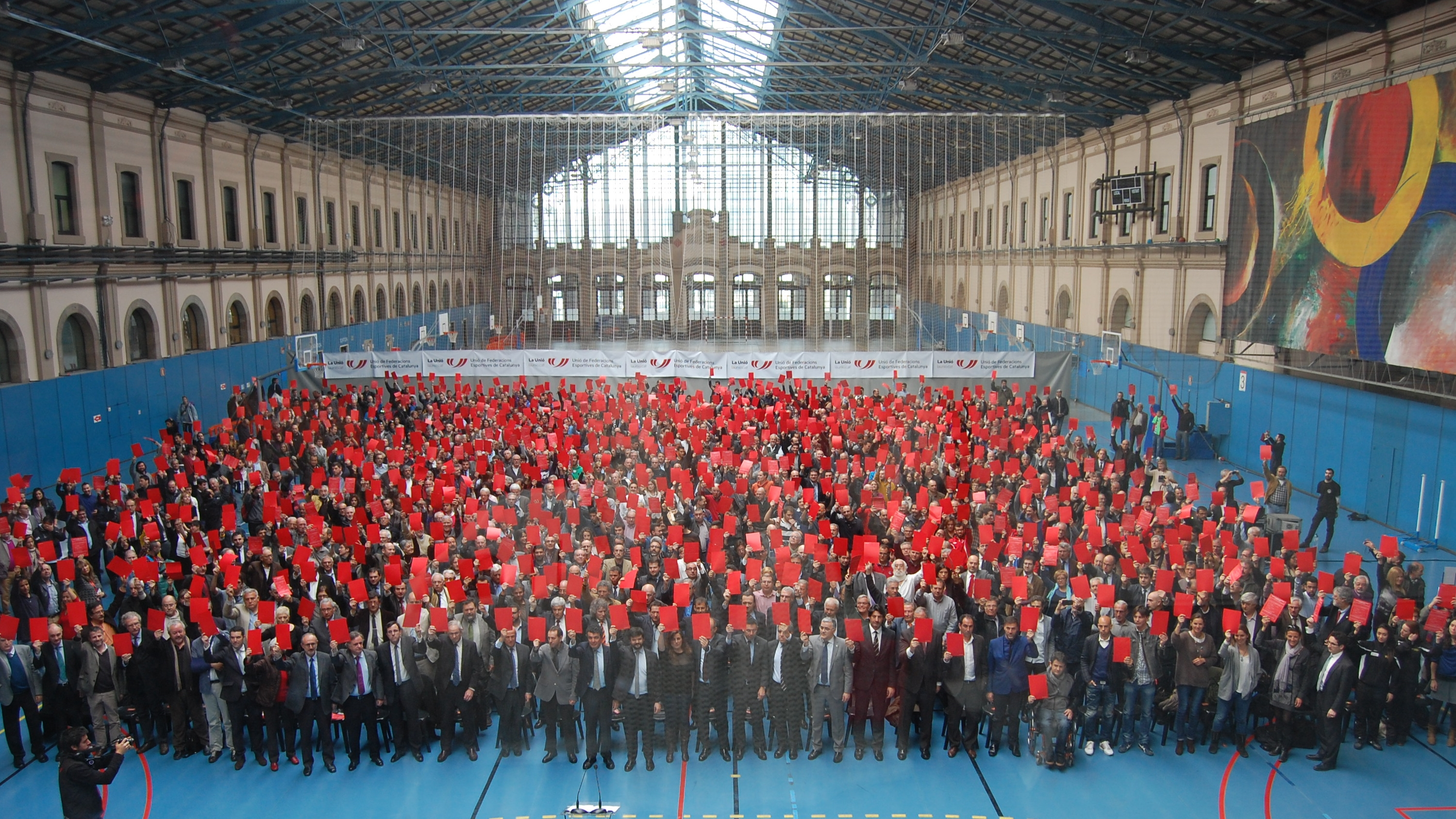
Acte de presentació del manifest Stop als Greuges a l'esport català

El Manifest sobre els greuges a l'esport català és un document reivindicatiu redactat per la Unió de Federacions Esportives de Catalunya i presentat conjuntament per les federacions, els clubs, els esportistes, els consells esportius escolars, els voluntaris i el conjunt del teixit associatiu esportiu de Catalunya, que denuncia i posa de manifest els greuges i perjudicis que el sector esportiu està patint arran de les darreres accions legislatives i dels poders públics en les seves diferents actuacions, que han menystingut i menyspreat la realitat del sector i estan perjudicant greument l'associacionisme de l'esport, majoritàriament amateur, voluntari i altruista que vol aturar els greuges a l'esport per part del govern central.
Aquest manifest exposa en nou punts els perjudicis que pateix l'esport arran de les darreres accions legislatives per part del Govern espanyol que perjudiquen greument la realitat del sector i que fan referència als punts següents: 
1. Llicència única
2. Exercici de les professions de l'esport
3. Voluntariat esportiu
4. Impost sobre el Valor Afegit
5. Impost de societats
6. Responsabilitat civil en competicions de carretera
7. Llei de costes
8. Llei de transparència
9. Llei contra el blanqueig de capitals

## Acte de presentació
El dijous 19 de març de 2015 es va fer la lectura del manifest al Poliesportiu de l'Estació del Nord, amb l'assistència dels presidents del FC Barcelona, Josep Maria Bartomeu, del RCD Espanyol, Joan Collet, del FIATC Joventut, Jordi Villacampa, i del Reial Club de Tennis Barcelona, Albert Agustí; esportistes i ex-esportistes com Albert Costa, Isidre Esteve, Dani Ballart, Jordi Sans, Natàlia Via-Dufresne, Natàlia Garcia i Roberto Bonano; i autoritats com el portaveu del Govern de la Generalitat, Francesc Homs, el secretari general de l'Esport, Ivan Tibau, la tinenta d'alcalde de Qualitat de Vida, Igualtat i Esports de l'Ajuntament de Barcelona, Maite Fandos, el diputat d'Esports de la Diputació de Barcelona, Josep Salom, el president de l'Associació Catalana de Municipis, Miquel Buch, i el president de la Federació de Municipis de Catalunya, Xavi Amor; així com representants de la societat civil com Muriel Casals. El president de La Unió, Gerard Esteva, en el seu parlament va demanar a l'administració central que canviï les lleis que ofeguen, fiscalitzen i burocratitzen innecessàriament l'esport. Que facin un règim simplificat per a les entitats que ajudi a promocionar aquest gran sistema, tan positiu, del món de l'esport i que tants èxits ha donat a Catalunya”. Els encarregats d'explicar, un a un, els 9 Greuges van ser Ramon Basiana, president de la Federació Catalana de Patinatge; Andreu Subies, de la Federació Catalana de Futbol; Carles Muñoz, Federació Esportiva Catalana Paralítics Cerebrals; Narcís Carrió, Federació Catalana d'Hockey; Jesús Andreu, Federació Catalana de Triatló; Xavi Torres, de la Federació Catalana de Vela; Maribel Zamora, de la Federació Catalana de Voleibol; Enric Bertrán, de la Federació Catalana de Natació; i Josep Monràs, resident del Consell Esportiu del Vallès. En acabar l'acte Gerard Esteva va demanar als assistents que aixequessin el manifest, el qual estava imprès en una targeta vermella, en senyal de reivindicació de l'esport català per aconseguir aturar els greuges.